# 盧塞恩足球俱樂部
盧塞恩足球俱樂部（Fussbal Club Luzern）是瑞士的一家足球俱樂部。主場設在瑞士盧塞恩州城市盧塞恩。俱樂部的法語名稱是FC Lucern。俱樂部成立於1901年。盧塞恩在1988–89賽季獲得了瑞士足球聯賽的冠軍。并曾參加過歐洲優勝者杯的賽事。目前盧塞恩參加瑞士足球超級聯賽的賽事。

## 榮譽
- 瑞士足球超級聯賽
  - 冠軍：  1988–89
- 瑞士盃
  - 冠軍： 1959–60、1991–92、2020–21

## 外部連結
- （德文） 官方網站 （页面存档备份，存于）